# Finch Hatton
Finch Hatton – miasto w Australii, w stanie Queensland.